# バルタ市
バルータ（Municipio Baruta）は、ベネズエラのミランダ州の自治体である。カラカス都市圏の一部で、その南部に位置する。市庁所在地はバルータ。2001年の人口は26万0853人。

ミランダ州におけるバルータ市の位置

## 地理
ミランダ州の北部、カラカスの南部にある。北のチャカオ市やスクレとの境がグアイレ川で、川沿いにカラカス盆地の南端がかかる。平地のラス・メルセデスやチュアオには、国の機関や大企業の拠点が置かれ、リベルタドル市やチャカオ市には及ばないが首都機能の一部を担う。市議会はこの地域にある。
しかしバルタの本来の中心は、南のマンサナレース川沿いにあった。この「バルータ」地区に市役所が置かれている。バルータの東にあるラ・トリニダーに小さな盆地がある。その他の地域は起伏を繰り返す山地、丘陵地で、北部と中部が住宅地である。それより南ではいまだ宅地化が進まず、山が草木に覆われている。南部から細長く東に突き出る南東部は、スアピテ川の流域である。
- 川: グアイレ川、バルタ沢、ラグアイリタ沢、マンサナーレス川、ラボジェラ沢、スアピテ川。

### 隣接する市
- 首都地区 - リベルタドール。
- ミランダ州 - エル・アティージョ、グアイカイプーロ、クリストーバル・ロハス、スクレ、チャカオ、パス・カスティージョ

### 構成する区
3区からなり、ヌエストラ・セニョーラ・デル・ロサリオ・デ・バルータ区が市庁所在地である。
- エル・カフェタル区
- ラス・ミナス・デ・バルータ区
- ヌエストラ・セニョーラ・デル・ロサリオ・デ・バルータ区

## 歴史
後にバルータの町が作られた場所には、スペイン人の侵入以前からインディオの居住地があった。市の名は、その時代のカシケの一人バルタの名からとられた。16世紀の末にはアロンソ・アンドレア・デ・レデスマの農園があって、穀物を栽培していた。町の公式の始まりは1620年8月19日で、最初の名は「サン・フランシスコ・デ・パウラ (San Francisco de Paula) 」であった。
1772年の人口は1984人であったが、この年にバルータからエル・アティージョが分離した。1823年の人口は2218人で、農村地帯であった。20世紀後半にカラカスの人口膨張によって開発が急速に進み、住宅地が造成され、市街地化した。

## 政治
バルータの首長は、2000年から野党の正義第一のエンリケ・カプリーレス・ラドンスキが務めている。カプリーレスは現職のまま2004年5月に逮捕された。2002年4月のクーデター未遂のときに、群衆を煽動してキューバ大使館を襲撃させたという容疑がかけられた。カプリーレスは無実を主張したが、9月に公判がはじまるまで拘留されていた。裁判中のカプリーレスは2004年10月に大差で再選した。

## 交通

### 公共交通機関
鉄道、地下鉄は通っていない。カラカスの地下鉄駅からは、メトロバスがバルタ行きとエルアティジョ行きのバスを運行している。カラカスの他の場所同様、民間のバスも多い。

### 自動車道
- カラカスバルタ自動車道 (Autopista Caracas Baruta) : バルタ、トリニダーから北に伸び、チャカオ市に連絡する。
- エルアティジョ自動車道 (Autopista El Hatillo) : 西に伸びてエルアティジョ市に連絡する。

## 注
1. ↑  Historia del Estado Miranda, p44.
2. ↑  Historia del Estado Miranda, p30.
3. ↑  Diario Vea, 2004/8/20.